# Сонгкул
Сонгкул (Сонкьол, Сонгкьол) (на киргизки: Соңкөл; на руски: Сонкёль) е сладководно езеро в Централен Тяншан, в Киргизстан (Наринска област). Площ 278 km², която му отрежда второ място по големина в Киргизстан след езерото Исък Кул.
Езерото Сонгкул заема дъното на Сонгкулската котловина простираща се между тяншанските хребети Сонгкултау на север и Молдотау на юг, разположено на 3013 m (при високи води 3016 m) н.в. Площ 278 km², дължина 27 km, максимална ширина 16 km, дълбочина до 14 m (по други данни, до 22 m), обем 2,4 km³. Езерото има тектонски произход. Бреговете му са ниски, слаба разчленени, заблатени и обрасли с тръстика. Има предимно ледниково подхранване. В него се вливат няколко малки реки Джаманичке, Каракичи, Куртка, Акташ и др., стичащи се от околните хребети. От югоизточния му ъгъл изтича река Сонгкул, десен приток на Нарин (дясна съставяща на Сърдаря). Замръзва през септември, а се размразява през май. По бреговете му няма населени места. Цялото езеро попада в пределите на Сонгкулския зооложки резерват, който е включен в списъците на Рамсарската конвенция.

## Топографска карта
- К-43-Г, М 1:500000[2]